# Las musas inquietantes
[[Categoría:Cuadros de {{{3}}}]]
  
  
Las musas inquietantes es un cuadro del pintor italiano Giorgo De Chirico realizado entre 1916 y 1919. Está considerado el manifiesto de la pintura metafísica.

## Contexto
El término metafísica, a pesar de tener su origen en la denominación que Andrónico de Rodas asignó a los libros de Aristóteles que tratan sobre las causas primeras, generalmente se utiliza para expresar lo que se encuentra más allá de la apariencia física y sensorial: la esencia íntima de la realidad. Por lo tanto, metafísico es todo objeto que esté aislado del contexto en el que suele habitar y está insertado en otro.
Oficialmente la pintura metafísica nace en Ferrara, ciudad donde el pintor se inspiró para retratar Las musas inquietantes, cuando De Chirico se encuentra con el artista futurista Carlo Carrà durante el verano de 1917 en el Hospital Militar de Ferrara ya que Carrà había sido ingresado por trastornos psíquicos.

## Descripción
Las musas inquietantes es un cuadro en óleo sobre tela de 97 x 66 cm. El original se encuentra en la colección privada de Gianni Mattioli en Milán. Se han hecho innumerables copias, una de las más importantes se encuentra en el Museo Palazzo Ricci en Macerata.
En el primer plano, aparecen dos personajes: Talía y Melpómene. Son, respectivamente, las musas griegas de la comedia y de la tragedia. Están representadas como si fuesen dos maniquíes.
La primera, Talía, se encuentra sentada sobre una caja azul de brazos cruzados. La cabeza de esta no reposa sobre sus hombros sino sobre el suelo de la plaza. Esta recuerda a una de las máscaras africanas que Picasso representó en Las señoritas de Avignon. También apoyados en el suelo se encuentran otros dos objetos: un poste entre las dos musas y, delante, una caja decorada con elementos geométricos.
Melpómene, sin embargo, está de pie. Se caracteriza por su vestido cuyos pliegues recuerdan a una columna griega de estilo jónico y a la época clásica. A estas musas se les ha clasificado como inquietantes por sus características medio estatuas, medio maniquíes y su apariencia rígida, sin vida y fragmentaria.
En segundo plano, detrás de las musas, se encuentra la estatua de Apolo, dios griego y líder de las musas.
Talía y Melpómene se hallan en un espacio abierto caracterizado por la presencia al fondo del Castillo de los Este, en la ciudad de Ferrara, cuya corte se convirtió en un punto de encuentro para artistas. No obstante, este castillo, como se observa a través de los detalles de las ventanas y las puertas oscuras, no está habitado por nadie. En el lado izquierdo se observa una fábrica cuyas dos chimeneas de ladrillo no emiten humo, detalle que deja claro que, al igual que el castillo, la fábrica está abandonada.
En la obra, el pintor utiliza dos perspectivas distintas. Por una parte, en el primer plano la perspectiva es alta, lo que hace que el punto de vista del espectador se encuentre más alto del objeto al que observa. Por otra parte, en el tercer plano la perspectiva es baja, como si el castillo se encontrase en un lugar más alto respecto al espectador.
En cuanto a los colores utilizados, las tonalidades son cálidas pero carecen de movimiento. Resalta el color chillón naranja que se contrapone, al ser complementario, a los demás.
Por último, la luz viene claramente desde la derecha, creando una sombra en el suelo de los maniquíes.

## Inspiración y simbolismo
Muchos de los elementos de Las musas inquietantes esconden una simbología.
En primer lugar, la antigua residencia de los Este de Ferrara, donde vivió el propio De Chirico y Carlo Carrà durante la Primera Guerra Mundial, constituye la cuna de la pintura metafísica. Al lado del Castillo de los Este, está representada la fábrica. Estos dos elementos se contraponen entre sí: el castillo simboliza lo antiguo, la fábrica lo moderno.
En segundo lugar, el estilo arcaizante de la estatua de Melpómene alude a Grecia, país donde el pintor se crio. Asimismo, Apolo es un claro símbolo del mundo y de la cultura griega. Estas referencias se deben no solo a la influencia griega del pintor, sino también a la influencia de la filosofía nihilista de Schopenhauer y Nietzsche. De Chirico retrocede a lo arcaico, anhelando los valores del pasado que nunca podrán volver a existir.
«Schopenhauer y Nietzsche fueron los primeros en enseñar el profundo significado que tiene el no-sentido de la vida. También enseñaron cómo ese no-sentido se podría transformar en arte».
En cuarto lugar, el uso de las dos perspectivas, una desde arriba y otra desde abajo, recuerda a la técnica utilizada por la pintura flamenca. Inspiración que también hace referencia a la pintura del pasado y que es gran fuente de inspiración para De Chirico. 
En quinto lugar, la máscara que se encuentra a los pies de las musas y que recuerda al arte cubista de Picasso indica el rechazo por parte del pintor hacia las vanguardias del siglo XX y hacia toda la modernidad que estas traían consigo. De Chririco muestra cierto desprecio por los nuevos ismos del siglo XX.
Sus propias palabras de otoño de 1925 a propósito del grupo Surrealista, tras uno de sus viajes a París donde conoció a dicho colectivo, son: «grupo de degenerados y canallas, de hijos de papá, de holgazanes, de onanistas y de abúlicos que, pomposamente, se habían auto bautizado como surrealistas y hablaban hasta de “revolución surrealista” y de “movimiento surrealista”».
En sexto y último lugar, la elección de representar a los personajes del cuadro como dos maniquíes está hecha adrede. El maniquí representa según Calvesi al propio De Chirico:
«Sin pretender fijar ningún significado ni identidad: la poética indefinición, la no-identidad del maniquí es evidente, pues el superhombre dechiriquiano, si bien es cierto que escudriña lo ignoto, lo hace realmente para reflejar en él precisamente su propia crisis de identidad, y no hace sino profetizar su terrible impotencia. De ahí su regreso o retroceso al “subhombre”, heroico pero asediado por un invencible misterio; y de ahí también ese vuelco de la proyección en un recorrido inverso y ansioso».